# 紅安鉱
紅安鉱（こうあんこう、ケルメサイト、英語: Kermesite）とは、比較的少ない酸素を含む、独特な暗赤色の硫化鉱物。
空気に晒なければ金剛光沢、空気に触れて錆びると亜金属光沢となる。輝安鉱などのアンチモン鉱物と共存し、暗赤色から鮮赤色の条痕と、一方向の完全劈開。モース硬度は1〜1.5で、他のアンチモン鉱物の中で最も低い部類に属する。